# Souveränitätsgesetz
Das Souveränitätsgesetz (dänisch Suverænitetsakten oder Enevoldsarveregeringsakten; norwegisch arveenevoldsregjeringsakten) war die Verfassung Dänemark-Norwegens (einschließlich Islands, Grönlands und der Färöer) von 1661 bis 1665 und Vorläufer des Königsgesetzes. Das Gesetz wurde von Repräsentanten der Stände (Adel, Geistliche und Bürgerliche, in Norwegen auch Bauern) in Dänemark und Norwegen separat unterzeichnet. Das Gesetz führte die absolute Monarchie und Erbmonarchie ein, anstelle der bisherigen Wahlmonarchie und Ständegesellschaft, und machte Dänemark-Norwegen zum einzigen Land in Europa mit in der Verfassung verankertem Absolutismus. Das Souveränitätsgesetz wurde 1665 durch das Königsgesetz (Lex Regia) ersetzt und präzisiert.